# CA El Linqueño
Club Atlético El Linqueño – argentyński klub piłkarski z siedzibą w mieście Lincoln, leżącym w prowincji Buenos Aires.

## Osiągnięcia
- Mistrz ligi prowincjonalnej Liga Amateur de Deportes (15): 1938, 1940, 1941, 1953, 1954, 1956, 1957, 1958, 1971, 1976, 1979, 1980, 1981, 1997, 2004

## Historia
Klub założony został 6 czerwca 1915 roku i gra obecnie w czwartej lidze argentyńskiej Torneo Argentino B.